# Bonneville (Haute-Savoie)
Bonneville település Franciaországban, Haute-Savoie megyében. Lakosainak száma 13 320 fő (2022. január 1.). Bonneville Arenthon, Ayse (település), Brizon, Contamine-sur-Arve, Faucigny, Mont-Saxonnex, Saint-Jean-de-Tholome, Saint-Pierre-en-Faucigny, Vougy és Glières-Val-de-Borne községekkel határos.

## Népesség
A település népességének változása:
| Lakosok száma | 12 648 | 12 619 | 13 214 | 12 608 | 12 557 | 12 509 | 12 511 | 12 895 | 13 320 |
|               | 2013   | 2015   | 2016   | 2017   | 2018   | 2019   | 2020   | 2021   | 2022   |